# Roncus pantici
Espèce
Roncus pantici est une espèce de pseudoscorpions de la famille des Neobisiidae.

## Distribution
Cette espèce est endémique de Serbie. Elle se rencontre à Štitkovo dans la grotte Pećina pod Kapilijama.

## Publication originale
- Ćurčić & Dimitrijević, 2004 : On a new endemic pseudoscorpion from West Serbia - Roncus pantici n. sp. (Neobisiidae, Pseudoscorpiones). Bulletin de l'Académie Serbe des Sciences et des Arts - Classe des Sciences Mathématiques et Naturelles : Sciences Naturelles, vol. 128, no 42, p. 319-325.